# وندرآباد
وندرآباد ، روستایی از توابع بخش مرکزی شهرستان اسدآباد در استان همدان ایران است.

## جمعیت
این روستا در دهستان سید جمال‌الدین قرار دارد و براساس سرشماری مرکز آمار ایران در سال ۱۳۹۵، جمعیت آن حدود ۱۵۶۵ نفر (۵۰۶ خانوار) بوده است.
- تپه وندرآباد